# Сан-Мартинью-де-Моруш
Сан-Мартинью-де-Моруш (порт. São Martinho de Mouros) — район (фрегезия) в Португалии, входит в округ Визеу. Является составной частью муниципалитета Резенде. По старому административному делению входил в провинцию Дору-Литорал. Входит в экономико-статистический субрегион Тамега, который входит в Северный регион. Население составляет 1738 человек на 2001 год. Занимает площадь 14,67 км².